# YOU DON'T GIVE UP
「YOU DON'T GIVE UP」（ユー・ドント・ギヴ・アップ）は、日本の女性歌手、華原朋美の10枚目のシングル。2枚目のオリジナル・アルバム『storytelling』からのシングルカットで、小室哲哉プロデュースによる楽曲である。

## 解説
- 自身が当時イメージキャラクターに起用され出演した、カネボウ化粧品 REVUE エステクチュール・ジェルファンデーションクールのTV-CFソング。キャッチフレーズは「水のジェルで、ちいさい顔、つづく。」。
- 前作「I WANNA GO」同様、アルバム『Storytelling』からのシングルカット第2弾であり、前作同様にタイトル表記を全大文字に改め、[Single mix] としてアレンジ発表された。
- 『storytelling』の収録曲の中で華原が歌入れに一番苦労した曲であり、小室も「アルバムstorytellingにおいて最も聴かせたい曲」と評し「優しく歌うように」とアドバイスした[1]。
- ORUMOK RECORDSレーベルからのリリースでは最後のシングル作品となった。
- 小室プロデュース時代にツーショットでテレビ共演するのはこの曲が最後であり、2013年12月のFNS歌謡祭まで15年半共演することはなかった。

## 収録曲
1. YOU DON'T GIVE UP [Single mix]
2. YOU DON'T GIVE UP [East meets West remix]
3. YOU DON'T GIVE UP [Karaoke mix]

## 収録アルバム
オリジナル・アルバム
- storytelling（2ndアルバム）
  - You don't give up

ベスト・アルバム
- kahala compilation
  - YOU DON'T GIVE UP [Single mix]
- Best Selection
  - YOU DON'T GIVE UP [Single mix]
- Super Best Singles 〜10th Anniversary〜
  - YOU DON'T GIVE UP [Single mix]
- ALL TIME SINGLES BEST
  - YOU DON'T GIVE UP [Single mix]